# Comuna Nadejda, Dîkanka
Nadejda (în ucraineană Надежда) este o comună în raionul Dîkanka, regiunea Poltava, Ucraina, formată din satele Klîmkivka și Nadejda (reședința).

## Demografie
Componența lingvistică a comunei Nadejda
     Ucraineană (94,82%)
     Rusă (4,07%)
     Alte limbi (0,36%)
Conform recensământului din 2001, majoritatea populației comunei Nadejda era vorbitoare de ucraineană (94,82%), existând în minoritate și vorbitori de rusă (4,07%).